# Ahrens Building
El Ahrens Building es un edificio de estilo neorrománico de siete pisos en el barrio del Centro Cívico de Manhattan, Nueva York. El diseño del edificio, del arquitecto George Henry Griebel, combina ladrillos policromados, terracota y metal sobre una base de piedra caliza. Fue designado Monumento Histórico de la Ciudad de Nueva York en 1992.

## Historia
En 1879, el propietario de una licorería, Herman F. Ahrens, compró dos propiedades en la esquina de las calles Elm y Franklin de la propiedad de William Briggs. La propiedad contenía dos estructuras de marco, una más grande en la esquina (40 Franklin Street) y una más pequeña frente a Elm Street, donde Ahrens movió su tienda de licores. En 1881, un proyecto municipal para ampliar Elm Street habría obligado a la demolición de las propiedades de Ahrens, lo que lo llevó a desarrollar el actual Ahrens Building como un desarrollo especulativo.
La construcción se detuvo brevemente, después de que los trabajadores sindicalizados abandonaran el trabajo después de enterarse de que los trabajadores de montaje de vapor no sindicalizados estaban involucrados en la construcción del edificio. La compañía Sprague Electric instaló seis ascensores para el edificio el 16 de febrero de 1895.
El Ahrens Building permaneció en la familia Ahrens hasta 1968, cuando Morris y Herbert Moskowitz adquirieron la propiedad. Después de la venta del edificio, los pisos superiores (que se utilizaron como espacio de almacenamiento desde la década de 1940) se renovaron para convertirlos en oficinas. La planta baja ha albergado varios bares y restaurante desde los años 1960.